# 동순천역
동순천역(Dongsuncheon station, 東順天驛)은 전라남도 순천시에 위치했던 전라선의 역이며, 현재는 폐역되었다. 순천역으로부터 익산 방면으로 1.7km 떨어져 있었다. 이름과 달리 순천역보다 서쪽에 있었으며, 순천역보다 북쪽에 있어 순천시 구시가지와의 접근성이 더 좋았음에도 불구하고 이용객이 적었다.

## 연혁
- 1936년 12월 16일 : 역원무배치간이역으로 영업 개시
- 1982년 9월 1일 : 역원배치간이역으로 승격
- 1983년 7월 1일 : 을종승차권대매소로 지정
- 1989년 10월 1일 : 역원무배치간이역으로 격하
- 2004년 7월 15일 : 여객 취급 중지
- 2006년 6월 23일 : 폐역